# Trichometasphaeria barriae
Trichometasphaeria barriae är en svampart som beskrevs av Chleb. 2009. Trichometasphaeria barriae ingår i släktet Trichometasphaeria och familjen Lophiostomataceae.   Inga underarter finns listade i Catalogue of Life.